# Гакен, Эдуард
Эдуард Гакен (чеш. Eduard Haken; 22 марта 1910, Шклинь, Волынская губерния, Российская империя — 12 января 1996, Прага, Чехия) — чешский оперный певец (бас). Лауреат Государственной премии (1953).	Заслуженный артист Чехословакии (1958). Народный артист Чехословакии (1964). Почётный гражданин города Литомышль.

## Биография
Чех по происхождению.
Окончил Луцкую гимназию. Родители хотели, чтобы Эдуард стал врачом и отправили его в Прагу изучать медицину в Карловом университете, но его тяга к вокалу привела к учёбе в Пражской консерватории, где его учителями были Дмитрий Левитский,  Б. Плашке, позже с А. Гранфорте.
В 1929—1932 годах — учёба в Пражской консерватории. В 1938—1939 годах — солист оперы Моравского театра в Оломоуце. Позже Вацлав Талих пригласил его в труппу Национального театра в Праге. 
С 1941 по 1992 год — солист Национального театра в Праге, где за более, чем 30-летную карьеру исполнил на сцене весь басовый репертуар театра.  В 1957 году совершенствовал вокал в Италии.
Получал приглашения в Метрополитен-опера, но коммунистический режим не выпустил известного певца за границу. 
Подписант Антихартии.
Похоронен на Вышеградском кладбище Праги.

## Награды
- 1953 — Государственная премия
- 1958 — Заслуженный артист
- 1964 — Народный артист Чехословакии
- 1975 — Почётный работник Национального театра в Праге
- 1993 – Почётный гражданин города Литомышль
- 1995 — Премия Талия лучшим театральным актёрам